# Лоренсо, Нестор
Нестор Габриэль Лоренсо (исп. Néstor Gabriel Lorenzo; род. 28 февраля 1966, Буэнос-Айрес) — аргентинский футболист и тренер. Главный тренер сборной Колумбии.

## Биография
Нестор Лоренсо начал свою футбольную карьеру в клубе «Архентинос Хуниорс» в 1985 году. В 1989 году он переходит в итальянский «Бари». В 1990 году Лоренсо был приглашён в английский «Суиндон Таун» тогдашним его главным тренером аргентинцем Освальдо Ардилесем. В 1992 году Лоренсо возвращается в Аргентину. Поиграв за «Сан-Лоренсо», «Банфилд», «Феррокарриль Оэсте» и «Боку Хуниорс», он завершает свою профессиональную карьеру в 1997 году.
Нестор Лоренсо попал в состав сборной Аргентины на чемпионате мира 1990 года. Из семи матчей Аргентины на турнире Лоренсо появлялся в трёх. В первом матче группового турнира против сборной Камеруна он вышел в стартовом составе и провёл на поле все 90 минут, однако во второй игре против СССР он остался в запасе и появился на поле лишь на 78-й минуте, заменив защитника Педро Монсона. В следующий раз Лоренсо появился лишь в финале против ФРГ, проведя игру без замены.
С 2000 года длительное время входил в тренерский штаб Нестора Пекермана в различных командах. В 2021 году впервые стал самостоятельно работать главным тренером в перуанском «Мальгаре».

## Титулы и достижения

### Командные
- Обладатель Межамериканского кубка (1): 1986
- Победитель Кубка Митропы (1): 1990 (победитель)

«Сборная Колумбии»
- Серебряный призёр Кубка Америки: 2024